# Tumba del Emir Alí
La tumba del emir Alí (Imamzadeh-ye Alas Ebn-y Hamze) es un mausoleo y mezquita situada en Shiraz, Irán. En este sitio yacen los restos de Ali Ibn Hamze, nieto sah de Cheragh.
El santuario actual se construyó en el siglo XIX después de los daños sufridos por los terremotos durante los siglos. La particularidad de este lugar es su cúpula con forma cebolla, típica del estilo arquitectónico de Shiraz y las decoraciones de los interiores a base de fragmentos de espejos venecianos, lo que dota al interior de una atmósfera distinta.
En el patio del santuario se encuentran numerosas tumbas de familias que enterraron a sus allegados a cambio de importantes sumas de dinero.

## Galería de imágenes

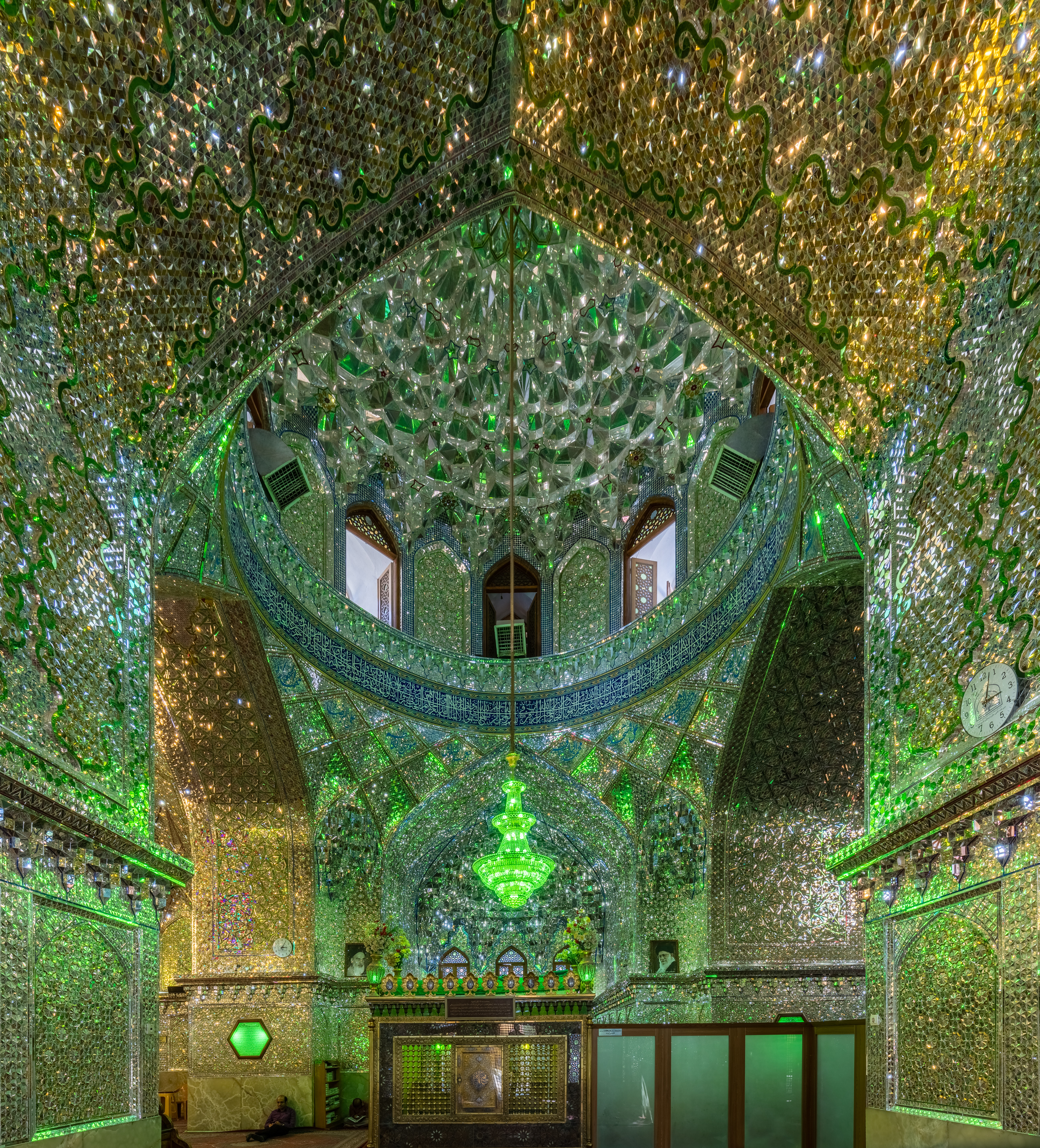
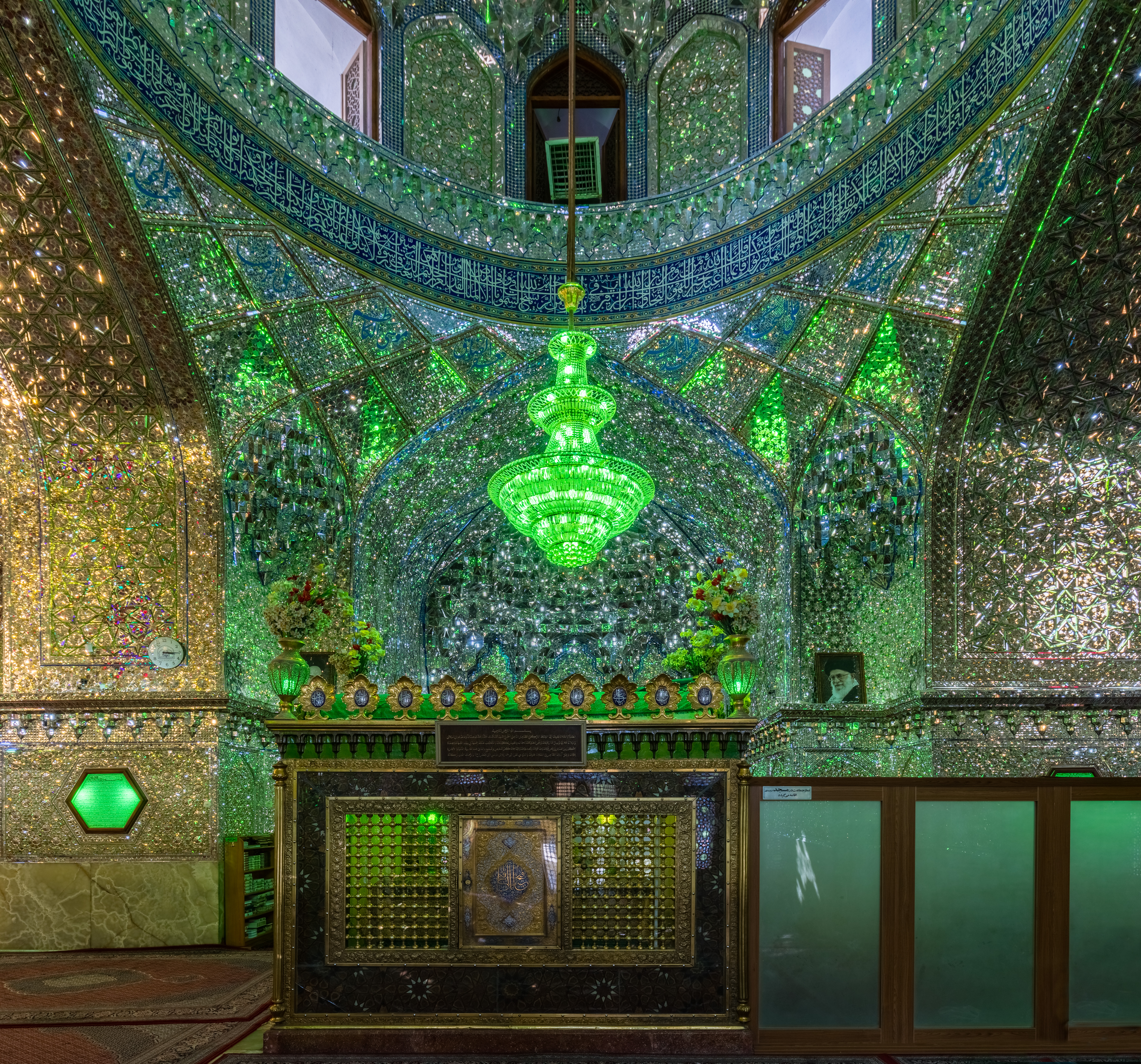
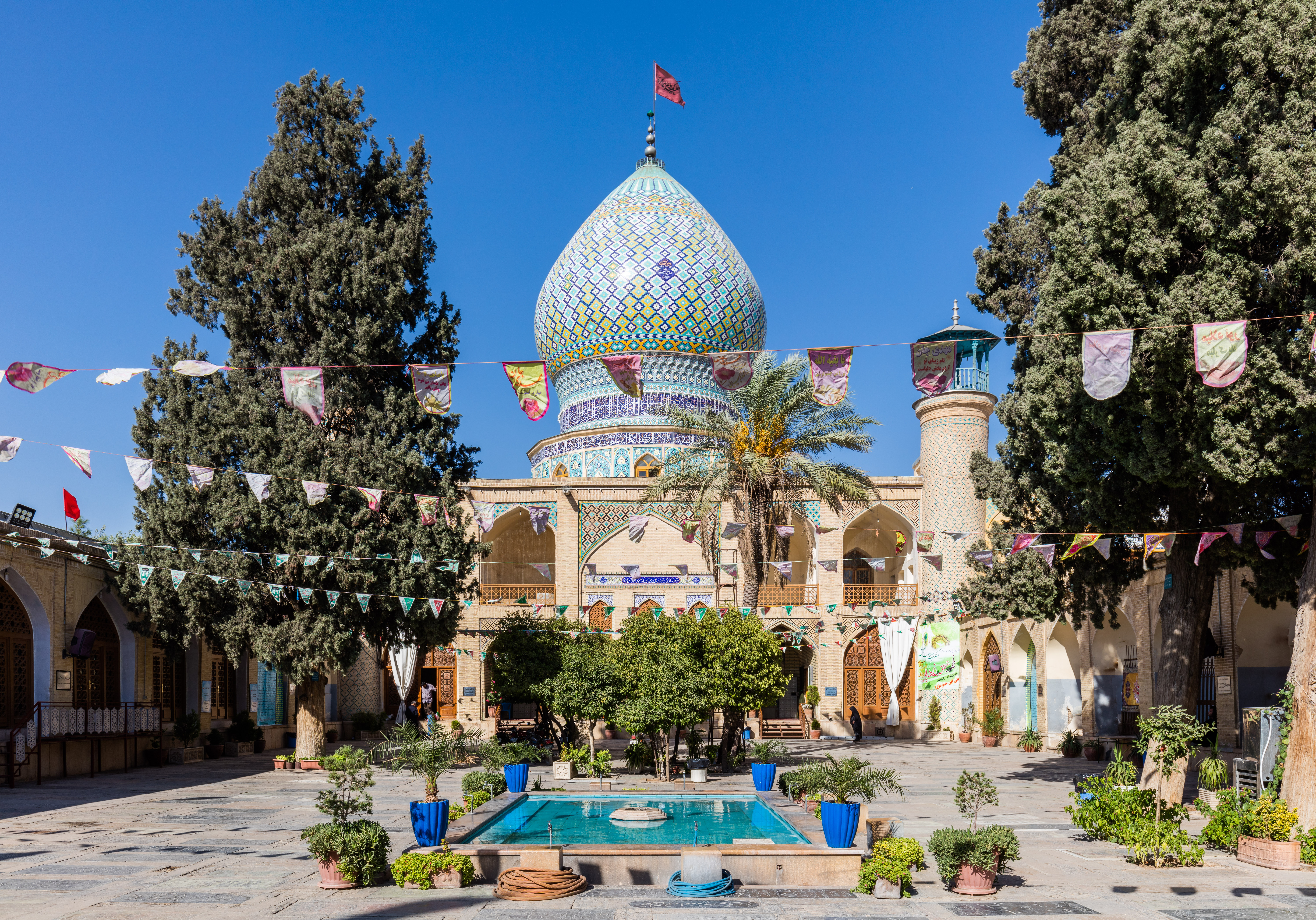
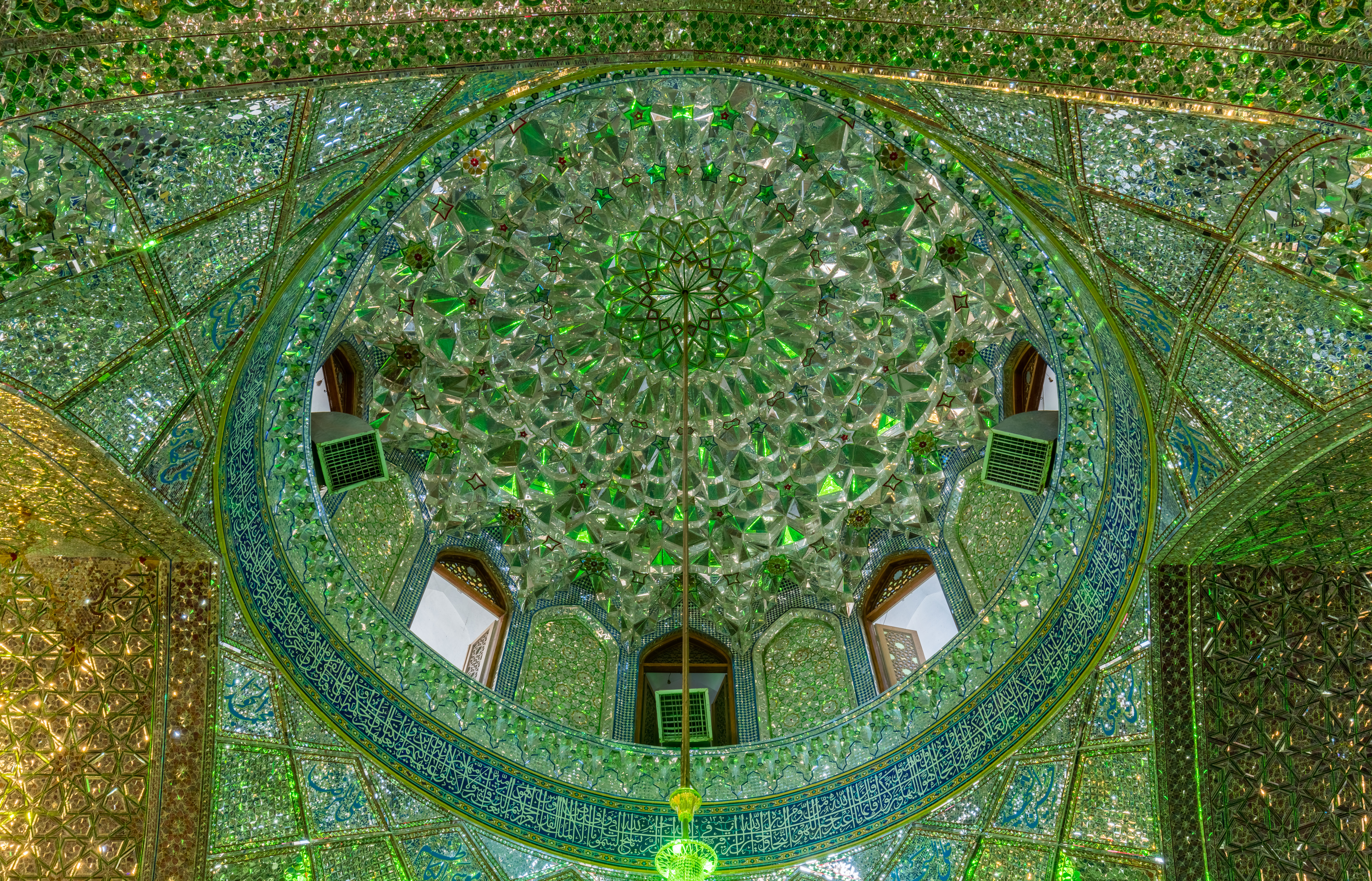